# مسجد الشيخ فرج
مسجد الشيخ فرج هو جامع بني على أيدي أولاد الشيخ محمد الخطاب في عام 1216 هجري، ويقع بحي الدرج البرجلية إلى الشرق من جامع السيد هاشم في مدينة غزة. وينسب المسجد إلى الشيخ فرج وهو سوداني الأصل كان يعمل لدى الشيخ الخطاب، وبسبب ظهور بعض الكرامات عليه ارتفعت منزلته، وبني المسجد على قبره ودُفن الشيخ محمد الخطاب إلى جانبه، كان مسجداً ومزاراً حتى العام 1948 قبل النكبة.
عـندما زاره الرحالة النابلسي مـع بـداية القرن الثاني عشر الهجري وصفه: (له عمارة منيفة وعليه قبة لطيفة)، مـؤرخاً للشيخ فـرج بأنـة رجل من رجال الــقـرن العـاشـر الهجري، وكـان المسجد يتـكون من قاعـتيـن إحـداهــما للجنـوب والأخـرى في الجهة الشمالية، وللمسجد باب ضخم تـوجد أعلى عتـبـته بـلاطـة رخــامـية نُـقش عليها ثلاثة سطور كـانت لمسجد دوغات المندثرونـقلـت اليه. دمر المكان وأثار المسجد خلال الحرب الفلسطينية الاسرائيلية 2023.